# Sievekingia marsupialis
Sievekingia marsupialis är en orkidéart som beskrevs av Dodson. Sievekingia marsupialis ingår i släktet Sievekingia och familjen orkidéer. Inga underarter finns listade i Catalogue of Life.